# Rottendorf
Rottendorf é um município da Alemanha, situado no distrito de Würzburgo, no estado da Baviera. Tem 14,83 km² de área, e sua população em 2019 foi estimada em 5.340 habitantes.